# Léon Barmont
Vous pouvez aider à l'améliorer ou bien discuter des problèmes sur sa page de discussion.
- Il est orphelin : moins de trois articles lui sont liés. Aidez à ajouter des liens en plaçant le code [[Léon Barmont]] dans les articles relatifs au sujet. (Marqué depuis juin 2025)

François-Léon Barmont, né le 11 septembre 1870 dans le 1er arrondissement de Lyon et mort le 9 décembre 1944, est un négociant en soie qui fonda la chambre de commerce française au Japon en 1918.

## Biographie
Il est le fils d'Henri Barmont et de Marie-Caroline Sourd. Le 7 juin 1903, il épouse Hélène Harsaguet à Lacenas, dans le Rhône.
Il arrive au Japon en 1899 en tant que spécialiste de la soie et travaille pour la compagnie commerciale Dent & Co. basée à l'emplacement 166, à Yokohama. En 1904, il est promu directeur. En 1907, il s'associe avec L. Mottet pour former la compagnie Mottet & Barmont. Les deux Français ont une longue expérience dans la soie, autant en France qu'en Chine, et grâce à l'industrie japonaise en pleine croissance, ils se retrouvent très vite à la tête d'une entreprise très profitable. Grâce à leur expérience à Lyon, ils parviennent à s'imposer sur le marché japonais tout en contribuant à la modernisation de l'industrie de la soie du pays[réf. nécessaire]. À la mort de L. Mottet, Barmont devient l'unique propriétaire de la société renommée Barmont & Co. Le commerce de la soie devient tellement profitable qu'il finit par tourner son entreprise uniquement vers ce marché.